# Melanomma spiniferum
Melanomma spiniferum är en lavart som beskrevs av Ellis & Everh. 1892. Melanomma spiniferum ingår i släktet Melanomma och familjen Melanommataceae.   Inga underarter finns listade i Catalogue of Life.
I den svenska databasen Dyntaxa används istället namnet Capronia spinifera för samma taxon.  Arten är reproducerande i Sverige.